# Helixanthera periclymenoides
Espèce
Synonymes
- Loranthus periclymenoides Engl. & K. Krause[1]

Helixanthera periclymenoides, aussi appelée Amyema periclymenoides ou encore Loranthus periclymenoides, est une espèce de plantes à fleurs de la famille des Loranthaceae. C'est une herbe endémique du Cameroun.

## Distribution
Endémique du Cameroun, très rare, elle n'est connue qu'à travers le spécimen récolté par Zenker en 1908 sur un îlot dans les rapides du Mbiave, près de Bipindi, dans la région du Sud.